# Halfdan il Vecchio
Halfdan il Vecchio (in norreno Hálfdanr gamli) è un antico re leggendario, da cui discendono, secondo le saghe, molti altri personaggi sia storici che leggendari. È citato principalmente nelle saghe Hyndluljóð,  Skáldskaparmál e Hversu Noregr byggðist.
Secondo le leggende, Halfdan fu padre di molti figli, che generarono le dinastie di alcuni regni della Norvegia e di altre parti della Scandinavia. Il primo re di Norvegia Harald Bellachioma è detto discendere da Halfdan. Anche le dinastie dei Nibelunghi e di Attila sono, secondo le fonti norrene, discendenti da lui. Il condottiero normanno Rollone è indicato come discendente da un Halfdan il Vecchio, che però potrebbe essere un suo omonimo.

## Ascendenza e discendenza
Secondo la leggenda era figlio di Ring, figlio di Raum, figlio di Norr, figlio di Thorri, figlio di Snaer, figlio di Frosti, figlio di Kári, figlio di Fornjotr.
Secondo lo Skáldskaparmál ebbe diciotto figli dalla moglie Alvig, di cui viene spiegata in dettaglio la discendenza degli ultimi nove in particolare nello Ættartolur, la sezione genealogica dello Hversu Noregr byggðist.
- Hildir, da cui discende Asa che è la madre di Halfdan il Nero, padre di Harald Bellachioma
- Nefir, da cui discende la stirpe dei Nibelunghi
- Audi, da cui discende Ölrún, sposa di Egil
- Skelfir, da cui discende Gyda, una delle mogli di Harald Bellachioma
- Dag, da cui discendono Arngrim il berserker e Ragnhild, madre di Harald Bellachioma
- Bragi, da cui discende Hild, madre di Halfdan il Mite, bisnonno di Harald Bellachioma
- Budli, da cui discende la stirpe degli unni di Attila
- Lofdi, da cui discende Hiordis, madre di Sigfrido
- Sigar, da cui discende Signe, innamorata di Hagbard fratello di Haki

Come in altre saghe norrene, anche in quelle che riguardano Halfdan il Vecchio la cronologia è in un certo senso "compressa", e il numero di generazioni che intercorrono tra Halfdan e Attila, vissuto nel V secolo, è lo stesso che intercorre tra lo stesso Halfdan e Harald Bellachioma, vissuto invece tra il IX e il X secolo. Ciò si spiega con l'origine mitica di tali racconti e con la loro scarsa attinenza storica.

## Halfdan figlio di Sveidi
La Orkneyinga saga parla di un Halfdan il Vecchio a cui è assegnata però una diversa ascendenza. Questo Halfdan sarebbe figlio di Sveidi, che è probabilmente da identificare con Svadi, che nell'Ættartolur è detto essere figlio Heiti, figlio di Gorr, fratello di Norr. Da questo Halfdan il Vecchio discenderebbero, secondo la saga, sia i duchi delle Orcadi che i duchi di Normandia.